# Donauknie

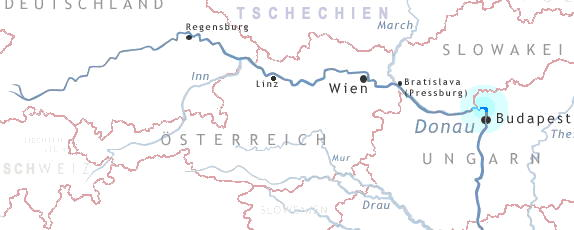
Verlauf der Donau mit markiertem Knie

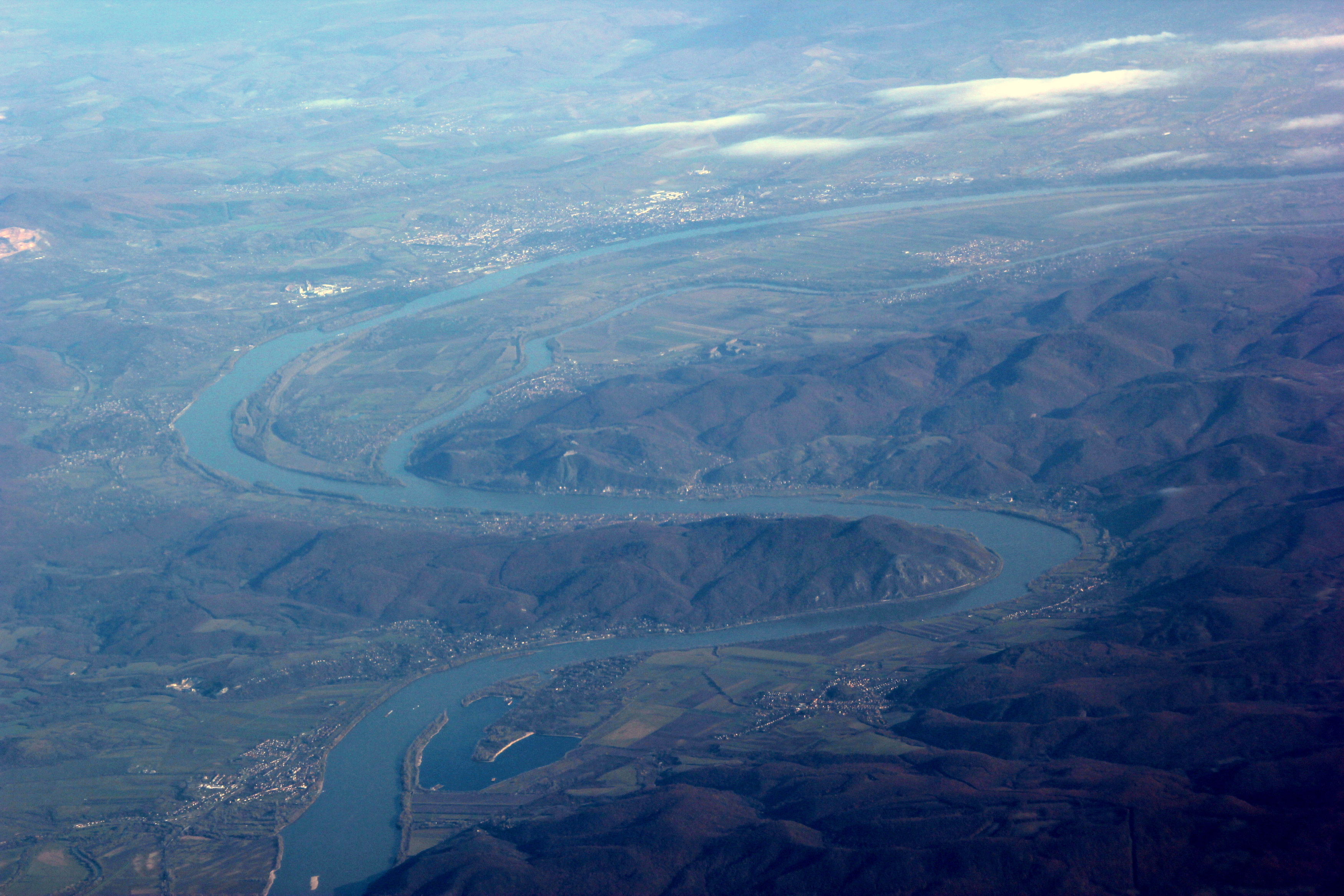
Luftbild von Westen, vorn die S-Kurve in der Talenge, hinten das eigentliche Knie im breiten Tal mit Mittelinsel

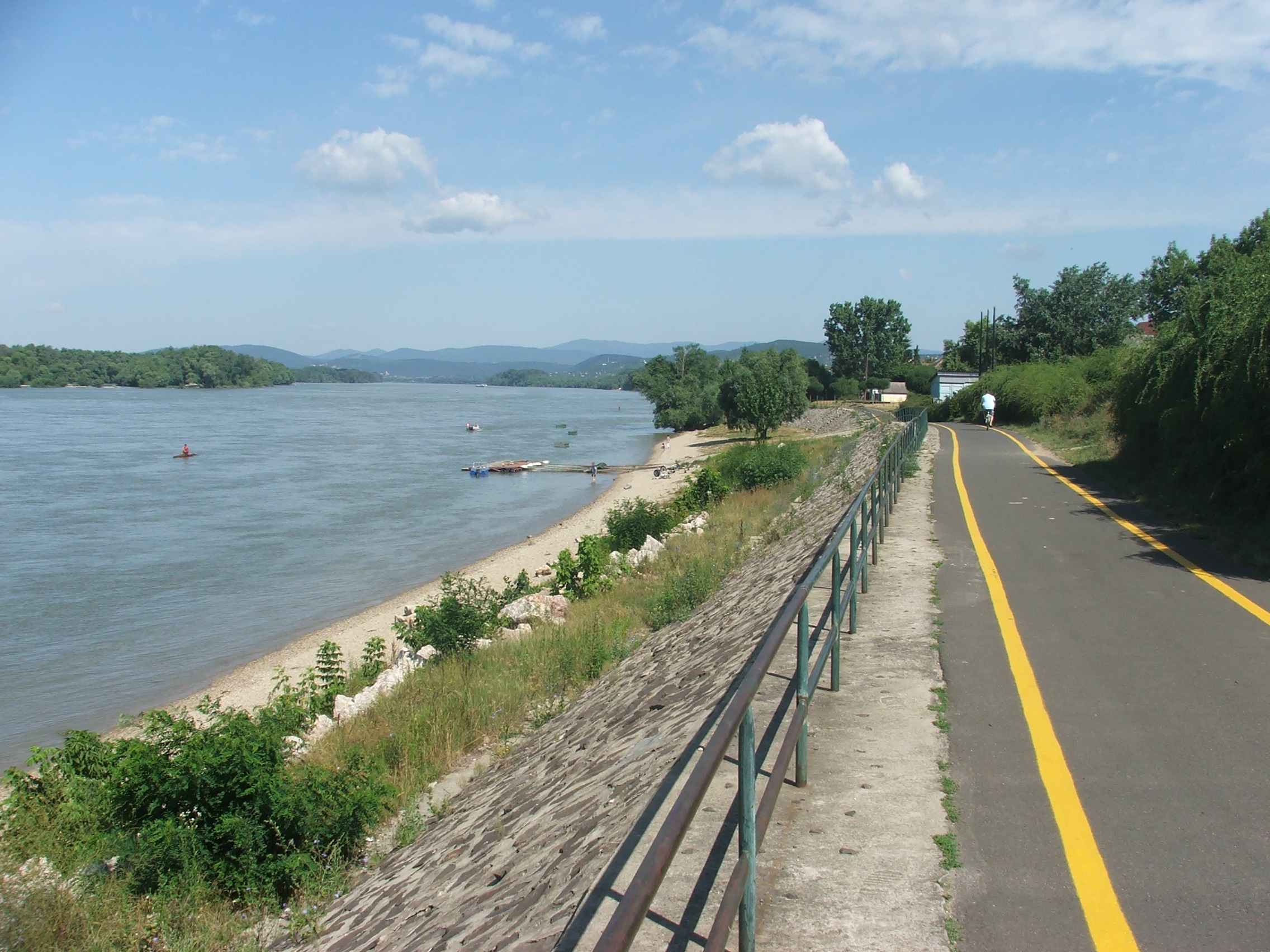
Blick von Süden in den breiten Teil des Donauknies

Als Donauknie (ungarisch Dunakanyar) wird der Verlauf der Donau gut 30 Kilometer nördlich der ungarischen Hauptstadt Budapest bezeichnet. Genau betrachtet sind es zwei Flussbiegungen in diesem Bereich. In Bezug auf den Gesamtverlauf des Flusses ist es die bei Vác gelegene Wendung von einer west-ost-wärts gerichteten Hauptrichtung oberhalb, mindestens ab Wien, in gewisser Weise ab Donaueschingen, zu einer nord-südwärts gerichteten Durchquerung des pannonischen Beckens, die an den Mündungen von Drau und Save endet. Ein Flussknie im Sinne der Landschaftsform ist allerdings die im West-Ost-Verlauf gelegene vorgeschaltete Flussschleife bei Visegrád, mit einer Richtungsänderung von Südost auf Nord.

## Landschaft
Nach einer kurzen Nordwendung bei Esztergom folgt ein leicht nach rechts gekrümmter Verlauf bis zur Mündung der Ipeľ. Danach bahnt der Fluss sich seinen Weg mit einer scharfen S-Kurve durch das Visegráder Gebirge. Diese eindrucksvolle Talenge ist bei Touristen und als Fotomotiv beliebt. In der flussabwärts daran anschließenden Biegung wendet sich der Fluss erst wieder nach Osten und dann nach Süden. Sie macht mit Blick auf die Europakarte das Knie aus, hat aber einen großen Kurvenradius. Das Tal ist dort breit, und der Fluss spaltet sich in einen Hauptarm am Prallhang und einen Nebenarm am Gleithang, die sich erst am Stadtrand von Budapest wieder vereinigen. Vác liegt am Prallhang. Zwischen beiden Armen liegt die lang gestreckte Insel Szentendre Sziget. 
An den Ufern dieses gesamten Donauabschnitts liegen stark frequentierte Urlaubsorte wie Esztergom (vor Beginn der Talenge), Visegrád und Szentendre (südlich von Vác gegenüberliegend am Gleithang). Die Uferzonen und Flussinseln sind besonders im Sommer das Ziel von Sommerfrischlern und Wassersportlern.

## Kartografiegeschichte
Um 150 n. Chr. hat Claudius Ptolemäus in seiner georeferenzierten Weltkarte Geographike Hyphegesis das Donauknie und die vorangehenden Bögen überzeichnet und Einiges verwechselt: Im Lageverhältnis des eigentlichen Knies zu den Mündungen von March und Waag erwähnte er als die „Biegung, ab der (die Donau) nach Süden gebogen ist“ (ἀφ’ ἧς πρὸς μεσεμβρίαν ἐπιστρέφει) den südwärts gekrümmten Bogen bei Szob, aber die real flussaufwärts der Waag-Mündung gelegene Mündung der Raab lokalisierte er 1⁄3° flussabwärts dieses Bogens. Den nordwärts gerichteten Bogen vor Visegrád platzierte er 11⁄3° östlich und ein 5⁄6° (1⁄21⁄3°) südlich des ersten, obwohl er real nur 0,05° östlich und 0,05° südlich liegt. Das eigentliche Knie, bei dem er den Ort ‚Carpin‘ erwähnte, bezeichnete er irrig als nördlichste Stelle des Donaulaufes (κατὰ Κάρπιν καὶ ἀρκτικωτάτη πασῶν) und platzierte es 1⁄2° statt 0,21° östlich der nordwärts gerichteten südlichen Biegung, aber in teilweise richtiger Lage zu den Mündungen von Raab (0,33° nördl., 1,5° östl., real 0,09° nördl. und 1,51° östl.) und Save (3,50° nördl., 2,50° westl., real 2,95° nördl. und 1,31° westl.). Diese Irrtümer konnten nicht ohne weitere teilweise großräumige Verzerrungen einhergehen.